# Neoschumannia gishwatiensis
Neoschumannia gishwatiensis är en oleanderväxtart som beskrevs av Fischer, Killmann och Meve. Neoschumannia gishwatiensis ingår i släktet Neoschumannia och familjen oleanderväxter. Inga underarter finns listade i Catalogue of Life.